# Marina Squerciati
Pour les articles homonymes, voir Squerciati.
Marina Teresa Squerciati est une actrice américaine d'origine italienne principalement connue pour son rôle de l'officier Kim Burgess dans la série télévisée Chicago Police Department.

## Biographie
Marina Squerciati est née le 30 avril 1984 et a grandi à New York. 
Elle a étudié à l'Université Northwestern d'Evanston, dans l'Illinois, et en 2003, a obtenu un BA en théâtre (Bachelor of Science degree in Theater). 
Elle vit actuellement à Chicago.

## Carrière
Marina Squerciati commence sa carrière à l'âge de 9 ans dans le film The Nutcracker (en) d'Emile Ardolino. 
C'est à partir de 2009 que sa carrière commence à décoller. Elle joue dans un épisode de New York - Section criminelle et au cinéma dans Pas si simple.
En 2010 elle apparaît dans un épisode de Damages et The Good Wife. Entre 2011 et 2012 elle joue dans plusieurs épisodes de Gossip Girl.
Depuis 2014, elle interprète le rôle de Kim Burgess dans la série Chicago Police Department.

## Vie privée
Depuis 2016, elle est mariée à Eli Kay-Oliphant. Elle et Eli Kay-Oliphant ont une fille, née prématurément en mai 2017.

## Filmographie

### Cinéma
- 1993 : The Nutcracker d'Emile Ardolino : Polichinelle
- 2009 : Pas si simple (It's Complicated) de Nancy Meyers : Melanie
- 2012 : Alter Egos de Jordan Galland : Dr. Sara Bella
- 2013 : Frances Ha de Noah Baumbach : Une serveuse au club
- 2013 : Sparks de Todd Burrows et Christopher Folino : Dawn
- 2014 : L'île des Miam-nimaux : Tempête de boulettes géantes 2 (Cloudy with a Chance of Meatballs 2) de Cody Cameron et Kris Pearn
- 2014 : Night Moves de Kelly Reichardt : ADR (voix)
- 2016 : Central Park de Justin Reinsilber : Melissa Shaw
- 2017 : Marshall de Reginald Hudlin : Stella Friedman

### Courts métrages
- 2006 : Hold On d'Aloura Melissa Charles

### Séries télévisées
- 2009 : New York, section criminelle (saison 8, épisode 16) : Betsy Naylor
- 2010 : The Good Wife : Cheryl Willens
- 2010 : Damages : Anne Connel jeune
- 2011 : Blue Bloods : Cameron Swanson
- 2011 - 2012 : Gossip Girl : Alessandra Steele
- 2011 : New York, unité spéciale (saison 12, épisode 23) : Annie Meyers
- 2013 : The Americans : Irina
- 2014 - présent : Chicago Fire : Kim Burgess (personnage invité)
- 2014 - présent : Chicago P.D : Kim Burgess (personnage principal)
- 2015 : New York, unité spéciale (saison 16, épisode 20) : officier Kim Burgess  (personnage invité)
- 2015 - présent : Chicago Med : Kim Burgess (personnage invité)
- 2017 : Chicago Justice : Kim Burgess (personnage invité)